# ナイム・フラシャリ
ナイム・フラシャリ(Naim Frashëri 1846年5月25日 – 1900年10月20日)は、アルバニアの詩人、知識人、役人、活動家。

## 生涯
オスマン帝国ヤニナ州の寒村フラシャで生まれた。著名なアルバニア人革命家のサミやアブデュルは兄弟。ベクタシュ教団の一員であり、幼少期からアラビア語、オスマントルコ語、ペルシア語といった言語をそれぞれ手ほどきを受け、ペルシア文学を学ぶ。1865年に一家は現在のギリシャ北部にあたるヤニナに移る。当地のゾシマイア学校にて古典ギリシア語、イタリア語、フランス語や啓蒙思想を修めた。1871年にイスタンブールへ赴き、新聞社に勤務したが結核に罹患したことから一時帰郷。回復後、再びイスタンブールに戻り、のちベラトやサランダに移って役人としてオスマン帝国の官公庁で数年間務める。しかし一旦回復した結核の症状が重くなったためバーデンにて養生した。その頃、兄アブデュルが参画したプリズレン連盟が1878年に結成された。フラシャリは連盟でアルバニア語文献の創出、編纂、出版に寄与。アルバニア語の普及、教育に生涯を捧げて多大なる貢献をはたした。はじめフラシャリはイスタンブールで数冊の詩集を出版したが、1886年以降はルーマニアのブカレストで十数冊の詩集を出版した。1900年にイスタンブールのカドゥキョイ地区で没した。

## 業績
フラシャリはベクタシュ教団の思想を背景としたイスラーム神秘主義詩を幾多発表している。若い頃からサアディー、ハーフェズ、ルーミーといったペルシア詩人たちに感化され、そのなかから生まれた詩集をペルシア語で2作刊行した。またフラシャリは母語でも発表しており、アルバニア語におけるイスラーム神秘主義詩の泰斗とされる。とくに1898年に発表されたカルバラの出来事をモチーフにした宗教詩文『Qerbelaja』は誉れ高い。
フラシャリが生まれ育った村落を土壌とした1886年刊行の牧歌『Bagëti e Bujqësi』は素朴なアルバニアの羊飼いの田園生活を描き、多分にギリシアやオリエンタル的な要素が混じりあっている。それはフラシャリの最高傑作の一作とされ自身の郷愁や、アルバニアの民族や大地を表現している。オスマン帝国軍を敗走させた中世アルバニアの英雄スカンデルベグの生涯を格調高く詠った叙事詩『Istori e Skënderbeut』を1898年にブカレストで発表した。
アルバニア語を文化語として高め、普及させたフラシャリは近代アルバニア文語および近代アルバニア文学の父と評され、さらに国民的詩人として認識されている。
現在、流通しているアルバニアの紙幣にフラシャリの肖像が刻まれている。またアルバニア政府が授ける栄誉であるナイム・フラシャリ勲章は彼の名を冠する。ペルシア文学への貢献を讃えてイランはフラシャリの肖像が描かれた切手を発行した。